# Walter Lax
Walter Lax (22 tháng 3 năm 1912 -  1967) là một cầu thủ bóng đá người Anh ghi 16 bàn trong 98 lần ra sân ở Football League thi đấu cho Lincoln City, Blackpool và York City. Ông thi đấu ở vị trí tiền đạo. Ông cũng thuộc biên chế của Coventry City nhưng không thi đấu trận nào, và thi đấu bóng đá non-league cho Scunthorpe & Lindsey United và một số đội công nhân khác.